# M. K. Stalin

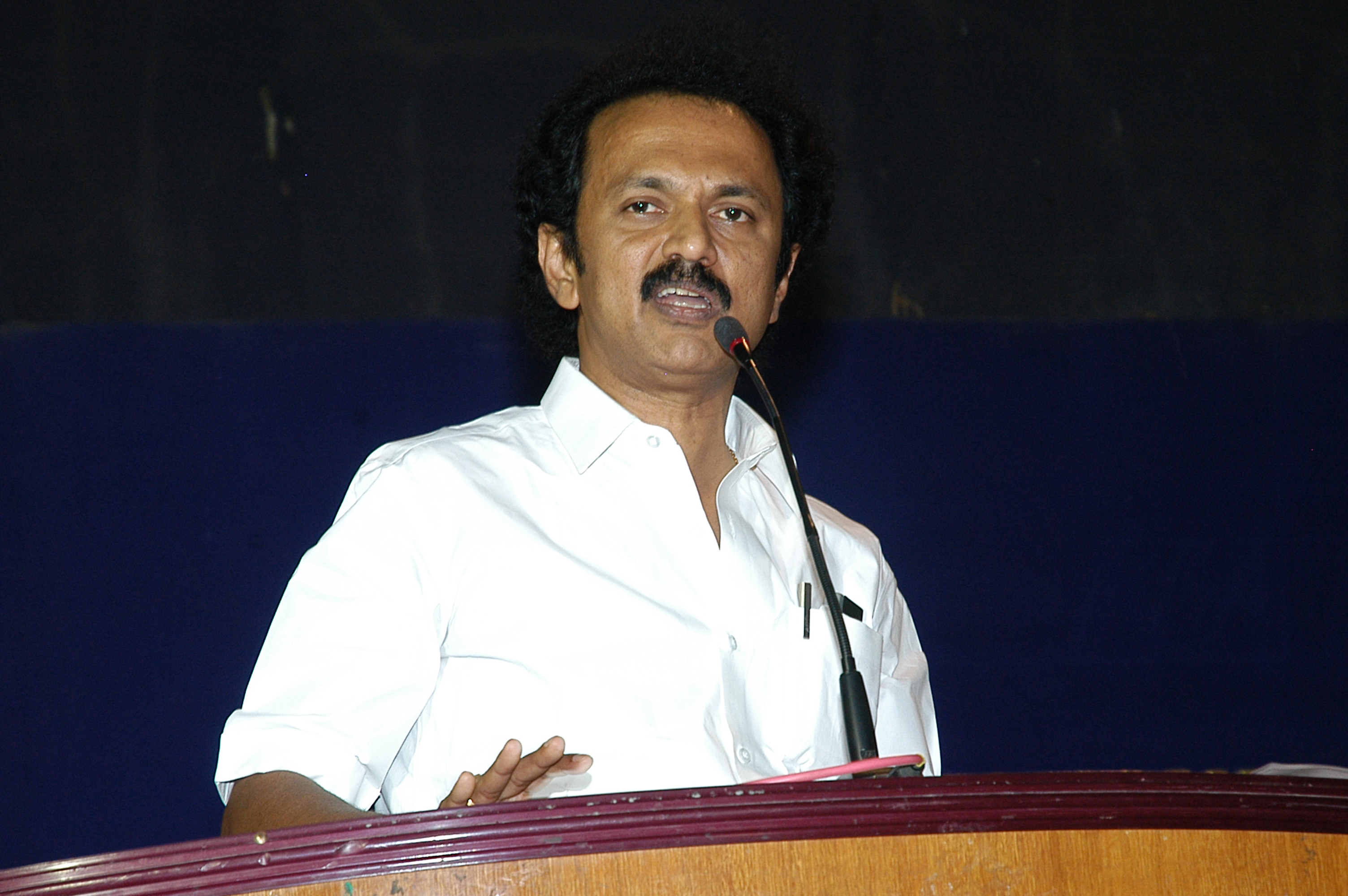
M. K. Stalin

M. K. Stalin (Muthuvel Karunanidhi Stalin; Tamil: மு. க. ஸ்டாலின்; * 1. März 1953 in Chennai) ist ein indischer Politiker. Er ist seit 2018 Vorsitzender der Regionalpartei Dravida Munnetra Kazhagam (DMK) und seit dem 7. Mai 2021 Chief Minister (Regierungschef) des Bundesstaates Tamil Nadu. Zuvor hatte er 2006–2011 als Minister für ländliche Entwicklung und lokale Verwaltung von Tamil Nadu, 2009–2011 außerdem als stellvertretender Chief Minister des Bundesstaates, gedient. Stalin ist der Sohn des langjährigen DMK-Parteiführers M. Karunanidhi.

## Leben
M. K. Stalin wurde am 1. März 1953 in Chennai (Madras) geboren. Er ist der Sohn des langjährigen DMK-Führers und ehemaligen Chief Ministers von Tamil Nadu M. Karunanidhi und dessen Frau Dayaluammal. Seinen Namen erhielt M. K. Stalin nach dem sowjetischen Diktator Josef Stalin.
Im Alter von 15 Jahren schloss sich M. K. Stalin der Jugendbewegung der DMK an und war in seinem Heimatstadtteil Gopalapuram in der Parteiarbeit aktiv. Während des nationalen Ausnahmezustands, den die indische Ministerpräsidentin Indira Gandhi 1975 verkündet hatte, war M. K. Stalin von 1976 bis 1977 unter Notstandsgesetzgebung (Maintenance of Internal Security Act) fast ein Jahr inhaftiert. 1984 kandidierte M. K. Stalin erstmals im Wahlkreis Thousand Lights in Chennai bei den Wahlen zur Tamil Nadu Legislative Assembly (dem Parlament des Bundesstaats), unterlag aber gegen den Kandidaten der nativistischen AIADMK. 1989 trat er erneut an und wurde zum ersten Mal in das Parlament gewählt. Bei den vorgezogenen Neuwahlen 1991 erlitt die DMK aber eine empfindliche Niederlage, und auch Stalin verlor seinen Wahlkreis an die AIADMK. 1996 war er wieder erfolgreich und kehrte in die Assembly zurück. Sowohl 2001, als auch 2006 konnte Stalin den Wahlkreis verteidigen, 2011 war er im Wahlkreis Kolathur ebenfalls in Chennai erfolgreich.
Parallel zu seiner Abgeordnetentätigkeit stellte sich Stalin 1996 erfolgreich als DMK-Kandidat für die erste Direktwahl des Bürgermeisters von Chennai auf. 2001 wurde er wiedergewählt. Im Jahr darauf musste er aber zurücktreten, nachdem die AIADMK-Regierung J. Jayalalithaas ein Gesetz erlassen hatte, das Ämterhäufung verbot. Der Madras High Court erklärte später das Gesetz für nichtig, beschied aber gleichzeitig, dass Stalins Wiederwahl nicht zulässig gewesen war, da eine Person sich nicht zweimal in Folge als Kandidat für das Bürgermeisteramt aufstellen darf. Kurz nachdem die AIADMK die Wahlen in Tamil Nadu gewonnen hatte, wurde M. K. Stalin 2001 gemeinsam mit M. Karunanidhi und weiteren führenden DMK-Politikern in einer Nacht- und Nebelaktion wegen des Vorwurfs der Korruption verhaftet. Hintergrund für die Vorwürfe waren Unregelmäßigkeiten beim Bau von Hochstraßen in Chennai während Stalins Bürgermeisterschaft. Die Verhaftung wurde als politischer Racheakt seitens Jayalalithaas gesehen und sorgte für eine Krise zwischen der Regierung Tamil Nadus und der Zentralregierung.
Nachdem die DMK 2006 wieder die Regierungsverantwortung übernommen hatte, berief der als Chief Minister wiedergewählte M. Karunanidhi seinen Sohn M. K. Stalin als Minister für ländliche Entwicklung und lokale Verwaltung in sein Kabinett. 2009 wurde Stalin stellvertretender Chief Minister. Beide Posten verlor er nach dem Wahlsieg der AIADMK 2011 wieder. Seit seiner Berufung zum stellvertretenden Chief Minister galt Stalin als aussichtsreichster Nachfolger Karunanidhis an der Spitze der DMK, auch wenn sein Bruder M. K. Azhagiri (ebenfalls DMK-Politiker und Minister in der gesamtindischen Regierung) Stalins Führungsanspruch zeitweilig in Frage stellte. Im Januar 2013 benannte Karunanidhi Stalin als seinen politischen Erben und bekräftigte dies bei späteren Äußerungen. Nach dem Tod seines Vaters wurde M. K. Stalin am 28. August 2018 ohne Gegenkandidaten zum neuen DMK-Parteivorsitzenden gewählt.
Bei der Wahl zur Legislativversammlung von Tamil Nadu am 6. April 2021 erzielte die DMK einen Wahlsieg und M. K. Stalin wurde am 7. Mai 2021 als Chief Minister an der Spitze einer Koalitionsregierung aus DMK, Kongresspartei und kleineren Parteien vereidigt.

## Familiäres
M. K. Stalin ist seit 1975 mit seiner Frau Durgavathy verheiratet. Er hat einen Sohn Udayanidhi, der als Filmproduzent arbeitet, und eine Tochter, Senthamarai.